# Kenneth Tobey
Kenneth Tobey (* 23. März 1917 in Oakland; † 22. Dezember 2002 in Rancho Mirage) war ein US-amerikanischer Theater- und Filmschauspieler.

## Leben
Tobey ging im Teenageralter zur University of California und studierte dort am Kleinen Theater dieser Universität. Später konnte er dank seiner Erfahrungen für eineinhalb Jahre am Neighborhood Playhouse in New York studieren, wo auch schon Klassenkameraden wie Gregory Peck, Eli Wallach und Tony Randall waren. Ab dem Jahr 1940 arbeitete er am Broadway und gab sein Filmdebüt im Jahre 1943 in dem Film Der Mann des Fährschiffes. Sein Hollywooddebüt gab er in einem Western von Clarence E. Mulford. Seine wichtigste Rolle spielte er 1951 im Science-Fiction-Klassiker Das Ding aus einer anderen Welt, einer Produktion von Howard Hawks.
In seinen Ruhestandsjahren erhielt er oft Schauspielaufträge von Leuten, die mit seinen Science-Fiction-Filmen der 50er Jahre aufgewachsen waren und Tobey als einen guten Schauspieler betrachteten. Auch für die Fans trat er in Soaps auf. Zusammen mit anderen Schauspielern machte Tobey normale Filme zu Komödien.
Tobey starb 2002 einen natürlichen Tod im Alter von 85 Jahren.

## Filmografie (Auswahl)
- 1947: Bezaubernde Lippen (This Time for Keeps)
- 1949: Ich war eine männliche Kriegsbraut (I Was a Male War Bride)
- 1949: Frauen um Dr. Corday (The Doctor and the Girl)
- 1949: Der Kommandeur (Twelve O’Clock High)
- 1949: Liebe auch ohne Patent (Free for All)
- 1949: The Stratton Story
- 1950: Den Morgen wirst du nicht erleben (Kiss Tomorrow Goodbye)
- 1950: Der einsame Champion (Right Cross)
- 1950: Frauengeheimnis (Three Secrets)
- 1950: Irma, das unmögliche Mädchen (My Friend Irma Goes West)
- 1950: So ein Pechvogel (When Willie Comes Marching Home)
- 1951: Auf Bewährung freigelassen (The Company She Keeps)
- 1951: Das Ding aus einer anderen Welt (The Thing)
- 1951: Zwei in der Falle (Rawhide)
- 1952: Engelsgesicht (Angel Face)
- 1953: Der Mann mit zwei Frauen (The Bigamist)
- 1955: Davy Crockett, König der Trapper (Davy Crockett, King of the Wild Frontier)
- 1955: Das Grauen aus der Tiefe (It Came from Beneath the Sea)
- 1955: Die Stadt der toten Seelen (Rage at Dawn)
- 1956: Flußpiraten (Davy Crockett and the River Pirates)
- 1956: In geheimer Mission (The Great Locomotive Chase)
- 1957: Dem Adler gleich (The Wings of Eagles)
- 1957: Zwei rechnen ab (Gunfight at the O.K. Corral)
- 1961: Die X-15 startklar (X-15)
- 1966: Gewehre zum Apachen-Paß (40 Guns to Apache Pass)
- 1968: Daktari (Fernsehserie, 2 Folgen)
- 1971: Panik in den Wolken (Terror in the Sky)
- 1972: Ben
- 1972: Bill McKay – Der Kandidat (The Candidate)
- 1974: Kesse Mary – Irrer Larry (Dirty Mary Crazy Larry)
- 1974: Die Straße des Bösen (Homebodies)
- 1977: MacArthur – Held des Pazifik (MacArthur)
- 1980: Die unglaubliche Reise in einem verrückten Flugzeug (Airplane!)
- 1981: Das Tier (The Howling)
- 1987: Die Reise ins Ich (Innerspace)
- 1992: Liebling, jetzt haben wir ein Riesenbaby (Honey, I Blew Up the Kid)